# Campionati americani maschili di pallacanestro
I Campionati americani maschili di pallacanestro FIBA sono una competizione cestistica a organizzata dalla FIBA Americas, a cui partecipano le nazionali di pallacanestro del continente americano.
Il torneo assegna il titolo di "Campione d'America", ed è valevole per la qualificazione ai Giochi olimpici e ai Mondiali.

## Albo d'oro
| 1980 dettagli | San Juan                                        | Porto Rico  | girone | Canada      | Argentina       | girone  | Brasile                 |
| 1984 dettagli | San Paolo                                       | Brasile     | girone | Uruguay     | Canada          | girone  | Panama                  |
| 1988 dettagli | Montevideo                                      | Brasile     | 101–92 | Porto Rico  | Canada          | 87–70   | Uruguay                 |
| 1989 dettagli | Città del Messico                               | Porto Rico  | 89–80  | Stati Uniti | Brasile         | 158–124 | Venezuela               |
| 1992 dettagli | Portland                                        | Stati Uniti | 127–80 | Venezuela   | Brasile         | 93–91   | Porto Rico              |
| 1993 dettagli | San Juan                                        | Stati Uniti | 109–95 | Porto Rico  | Argentina       | 98–91   | Brasile                 |
| 1995 dettagli | Neuquén                                         | Porto Rico  | 87–86  | Argentina   | Brasile         | 97–77   | Canada                  |
| 1997 dettagli | Montevideo                                      | Stati Uniti | 95–86  | Porto Rico  | Brasile         | 76–75   | Argentina               |
| 1999 dettagli | San Juan                                        | Stati Uniti | 92–66  | Canada      | Argentina       | 103–101 | Porto Rico              |
| 2001 dettagli | Neuquén                                         | Argentina   | 78–59  | Brasile     | Canada          | 102–95  | Porto Rico              |
| 2003 dettagli | San Juan                                        | Stati Uniti | 106–73 | Argentina   | Porto Rico      | 79–66   | Canada                  |
| 2005 dettagli | Santo Domingo                                   | Brasile     | 100–88 | Argentina   | Venezuela       | 93–83   | Stati Uniti             |
| 2007 dettagli | Las Vegas                                       | Stati Uniti | 118–81 | Argentina   | Porto Rico      | 111–107 | Brasile                 |
| 2009 dettagli | San Juan                                        | Brasile     | 61–60  | Porto Rico  | Argentina       | 88–73   | Canada                  |
| 2011 dettagli | Mar del Plata                                   | Argentina   | 80-75  | Brasile     | Rep. Dominicana | 103-89  | Porto Rico              |
| 2013 dettagli | Caracas                                         | Messico     | 91-89  | Porto Rico  | Argentina       | 103-93  | Rep. Dominicana         |
| 2015 dettagli | Città del Messico                               | Venezuela   | 76-71  | Argentina   | Canada          | 87-86   | Messico                 |
| 2017 dettagli | (Bahía Blanca, Córdoba) (Medellín) (Montevideo) | Stati Uniti | 81–76  | Argentina   | Messico         | 79–65   | Isole Vergini Americane |
| 2022 dettagli | Recife                                          | Argentina   | 75-73  | Brasile     | Stati Uniti     | 84-80   | Canada                  |
| 2025 dettagli | Managua                                         |             |        |             |                 |         |                         |

## Medagliere
Aggiornato all'edizione 2022
| Posiz. | Nazione                 | Oro | Argento | Bronzo | Totale |
| ------ | ----------------------- | --- | ------- | ------ | ------ |
| 1      | Stati Uniti             | 7   | 1       | 1      | 9      |
| 2      | Brasile                 | 4   | 3       | 4      | 11     |
| 3      | Argentina               | 3   | 6       | 5      | 14     |
| 4      | Porto Rico              | 3   | 5       | 2      | 10     |
| 5      | Venezuela               | 1   | 1       | 1      | 3      |
| 6      | Messico                 | 1   | 0       | 1      | 2      |
| 7      | Canada                  | 0   | 2       | 4      | 5      |
| 8      | Uruguay                 | 0   | 1       | 0      | 1      |
| 9      | Rep. Dominicana         | 0   | 0       | 1      | 1      |
| 10     | Isole Vergini Americane | 0   | 0       | 1      | 1      |

## Miglior giocatore per edizione
| Anno | Vincitore        |
| ---- | ---------------- |
| 2001 | Emanuel Ginóbili |
| 2003 | Steve Nash       |
| 2005 | Marcelinho       |
| 2007 | Luis Scola       |
| 2009 | Luis Scola       |
| 2011 | Luis Scola       |
| 2013 | Gustavo Ayón     |
| 2015 | Luis Scola       |
| 2017 | Jameel Warney    |
| 2022 | Gabriel Deck     |